# Бернард Мандевил
Бернар Мандевил, или понякога де Мандевил, е холандски, а след това британски писател от 1690 година, роден на 15 ноември 1670 в Ротердам и починал на 21 януари 1733 в Хакни, Лондон Бороу, Англия.

## Биография
Правнук на Мишел де Мандевил, нормандски хугенот, който емигрира в Холандия около 1595 г., Мандевил учи философия и медицина в университета в Лайден, където става доктор по медицина през 1691 г., а от 1693 г. се установява в Англия.
Става известен с поемата си „Басня за пчелите“, публикувана за първи път през 1705 г. под заглавието „Мърморещия кошер или мошениците, станали почтени хора“ и преиздадена и коментирана през 1714 – 1723 г. под заглавието „Басня за пчелите или Частни пороци и обществени ползи“.
Той поддържа идеята, че порокът, който подбужда търсенето на богатство и власт, от само себе си създава добродетел, защото реализирайки желанията, той най-вероятно носи богатство, което се стича от върховете до основата на обществената йерархия. Мандевил вярва също така, че войната, кражбите, проституцията, алкохолът и наркотиците, алчността в крайна сметка са „от полза на гражданското общество“: „Бъдете алчни, егоистични, харчете за собствено удоволствие толкова, колкото можете, защото така ще направите най-доброто, което можете за просперитета на вашата нация и за щастието на вашите съграждани“.
Философията на Бернар Мандевил е повлияла силно на икономиста Адам Смит, а също и на философа Фридрих Хайек, който по-специално се интересува от трудовете му по психология.